# Kiely Williams
Pour les articles homonymes, voir Williams.
Kiely Alexis Williams, née le 9 juillet 1986 à Alexandria (Virginie), est une actrice, chanteuse et danseuse américaine. Elle s'est fait connaître en tant que membre du groupe 3LW en 2000, mais c'est l'interprétation du personnage d'Aqua, présent dans la saga Les Cheetah Girls, qui la révéla mondialement. C'est à cette période que les Cheetah Girls deviennent un groupe à part entière et sortent un premier album intitulé TCG en 2007. Après la dissolution du groupe 3LW et des Cheetah Girls, elle obtient plusieurs rôles dans des productions filmiques tels que  Super blonde (2008), Elle: La Cendrillon des temps modernes (2010), Steppin' 2 (2010) ou encore Holla II (2013). 
En 2010, elle commence sa carrière solo en interprétant le titre Make Me Drink.

## Carrière

### 3LW
Kiely avec Adrienne Bailon et Naturi Naughton ont formé le groupe 3LW en 1999. Le groupe a sorti son premier album portant le nom du groupe qui a eu un succès énorme aux États-Unis. Leur premier single No More (Baby I'ma Do Right) et a pu être le numéro 23 sur les charts de Billboard 200. Ainsi que leur deuxième single Playas Gon' Play a eu un bon succès mais qui était un peu moins de No More (Baby I'ma Do Right). L'album a pris le numéro 29 sur les charts et a été un disque platine vu qu'il a vendu 1,3 million de copies aux États-Unis. Le groupe a sorti un deuxième album A Girl Can Make qui a eu un très faible succès vu son côté raciste[réf. souhaitée] et que Naturi a quitté le groupe. Quelques années après le groupe s'est séparé.

### The Cheetah Girls et autres travaux
Kiely a lancé sa carrière dès qu'elle commença à jouer le rôle d'Aquanetta "Aqua" Walker dans le film de Disney Cheetah Girls, en 2003. Kiely avec Adrienne Bailon et Sabrina Bryan sont devenues membres du groupe Les Cheetah Girls. Les Cheetah Girls (Adrienne, Sabrina et Kiely) ont sorti leur premier album en octobre 2005 aux États-Unis et il a été accompagné d'une tournée là-bas, l'album est également sorti en France le 17 septembre 2007.
En 2006, elle est retournée pour reprendre le rôle d'Aqua dans Les Cheetah Girls 2 qui a débuté aux États-Unis le 25 août 2006, et qui a reçu 8,1 millions de téléspectateurs[réf. nécessaire] plus que High School Musical. Et puis elle est partie avec Les Cheetah Girls en tournée aux États-Unis qui a eu un très grand succès vendant dans les 3 premières minutes 80000 billets et en 2007 elles ont sorti un album live de leur tournée accompagné d'un DVD dans lequel il y a des parties de la tournée. 
En 2007, le groupe a signé un contrat avec Hollywood Records et ont sorti leur album officiel TCG (The Cheetah Girls) et on fait un vidéo-clip de la chanson Fuego qui a été dans les top des Dance Club Party dans les chartes de Billboard.
En 2008, Kiely rejoue le rôle d'Aqua dans Les Cheetah Girls : Un monde unique, c'est le seul film des Cheetah Girls ne figurant pas l'actrice Raven-Symoné, ce film a reçu 6,2 millions de téléspectateurs, moins que attendu en raison de la diffusion de la clôture de Jeux olympiques de Pékin. Pendant les dernières 30 minutes le film a recueilli 7 millions de téléspectateurs. C'est le film numéro 2 de l'été 2008[réf. nécessaire]. Et puis elles sont allées en Espagne pour faire un concert à Madrid et elles ont fait une tournée au Canada et aux États-Unis qui était à succès comme la précédente. Ainsi qu'elle a été une guest star avec les deux autres Cheetah dans un épisode de la série La Vie de palace de Zack et Cody et dans Studio DC: Almost Live (saison 2). En novembre 2008, pendant la tournée des Cheetah Girls, Kiely a annoncé que le groupe va se séparer en janvier juste après la fin de leur tournée pour que chaque Cheetah puisse poursuivre sa propre carrière solo.
En janvier 2009, Adrienne Bailon a confirmé la séparation des Cheetah Girls, même si le groupe s'est séparé les trois filles sont toujours les meilleures amies.

### Carrière Solo et séries sur internet
Dès l'été 2008, Kiely commence son travail sur sa carrière solo et enregistre une chanson pour la bande originale du Disney Channel Original Movie Les Cheetah Girls : Un monde unique qui s'appelle Circle Game. Dans un même temps, elle obtient un petit rôle dans la comédie Super blonde. En novembre 2008, lors d'une journée de repos de la tournée One World des Cheetah Girls, elle tourne le vidéoclip de son premier single Make Me A Drink qui est dévoilé (dans une vidéo de 40 secondes) sur sa chaîne Youtube en été 2009.
En janvier 2010, Kiely met en ligne sur son site officiel la musique de son single Spectacular. La chanson arrive numéro 1 des charts. Le vidéoclip de la chanson obtient une première diffusion le 4 avril 2010 aux États-Unis. Il est considéré par ses fans comme choquant de par l'aspect très sexy qu'il s'en dégage.
En 2010, elle obtient des rôles dans plusieurs productions filmiques : le premier s'appelle Elle: La Cendrillon des temps modernes dans lequel elle joue le rôle de Kandie Kane, le second est Steppin' 2, la suite du film Steppin' où elle joue le rôle de Brenda et le troisième est The Science of Cool.
En 2013, elle interprète le rôle de Monica dans le film d'horreur Holla II.
Depuis, elle a créé avec Sabrina Bryan les webseries Dinner With Friends, March Moms et Bad Sex With Good People, dont elles sont les vedettes.

## Filmographie
| Année | Titre                                   | Rôle                    |
| 2003  | Cheetah Girls                           | Aquanetta "Aqua" Walker |
| 2006  | Les Cheetah Girls 2                     | Aquanetta "Aqua" Walker |
| 2008  | Les Cheetah Girls : Un monde unique     | Aquanetta "Aqua" Walker |
| 2008  | Super blonde                            | Lily                    |
| 2008  | Quatre Filles et un jean 2              | apparition              |
| 2010  | The Science of cool                     |                         |
| 2010  | Elle : La Cendrillon des temps modernes | Kandi Kane              |
| 2010  | Steppin' 2                              | Brenda                  |
| 2013  | Holla II                                | Monica                  |

| Année | Titre                            | Rôle                    | Notes                                        |
| 2001  | Taina                            | Blue Mascara            | Un épisode avec les autres membres de 3LW    |
| 2003  | Les Cheetah Girls                | Aquanetta "Aqua" Walker | 4 épisodes de la série non diffusée          |
| 2007  | Disney Channel Games             | elle-même               | Le Groupe Bleu                               |
| 2007  | Ben 10                           | une femme qui travaille | épisode "Une Journée Parfaite (Perfect Day)" |
| 2008  | Disney Channel Games             | elle-même               | Le Groupe Bleu                               |
| 2008  | La Vie de palace de Zack et Cody | elle-même               | Guest Star, avec Les Cheetah Girls           |

## Discographie

### Albums avec Les Cheetah Girls
- 2005 : Cheetah-licious Christmas
- 2007 : In Concert: The Party's Just Begun Tour
- 2007 : TCG

### Albums des films Cheetah Girls
- 2003 : The Cheetah Girls
- 2006 : The Cheetah Girls 2 : When In Spain
- 2008 : The Cheetah Girls 3 : One World

### Album Solo
- 2010 : ???

### Albums avec 3LW
- 2000 : 3LW
- 2002 : A Girl Can Mack
- 2002 : Naughty or Nice

### Singles avec 3LW
- 2000 : No More (Baby I'ma Do Right)
- 2000 : Playas Gon' Play
- 2002 : I Do (Wanna Get Close to You)
- 2002 : Neva Get Enuf
- 2006 : Feelin' You

### Singles avec Les Cheetah Girls
- 2003 : Cinderella
- 2003 : Girl Power
- 2003 : Cheetah Sisters
- 2004 : I Won't Say (I'm in Love)
- 2005 : Shake a Tail Feather
- 2005 : Cheetah-licious Christmas
- 2005 : Five More Days 'Til Christmas
- 2005 : I Won't Say (Remix)
- 2006 : If I Never Knew You
- 2006 : The Party's Just Begun
- 2006 : Strut
- 2006 : Step Up
- 2006 : Amigas Cheetahs avec Belinda
- 2006 : Route 66
- 2007 : So This Is Love
- 2007 : So Bring It On
- 2007 : Fuego
- 2008 : One World
- 2008 : Dance Me If You Can
- 2008 : Cheetah Love
- 2008 : Feels Like Love
- 2008 : No Place Like Us
- 2008 : Fly Away
- 2008 : Dig a Little Deeper

### Singles solo
- 2010 : Spectacular
- 2010 : Make Me a Drink

### Chanson solo
- 2008 :  Circle Game (dans la bande originale du film Les Cheetah Girls : Un monde unique)